# 阿普里马克、埃纳和曼塔罗河谷

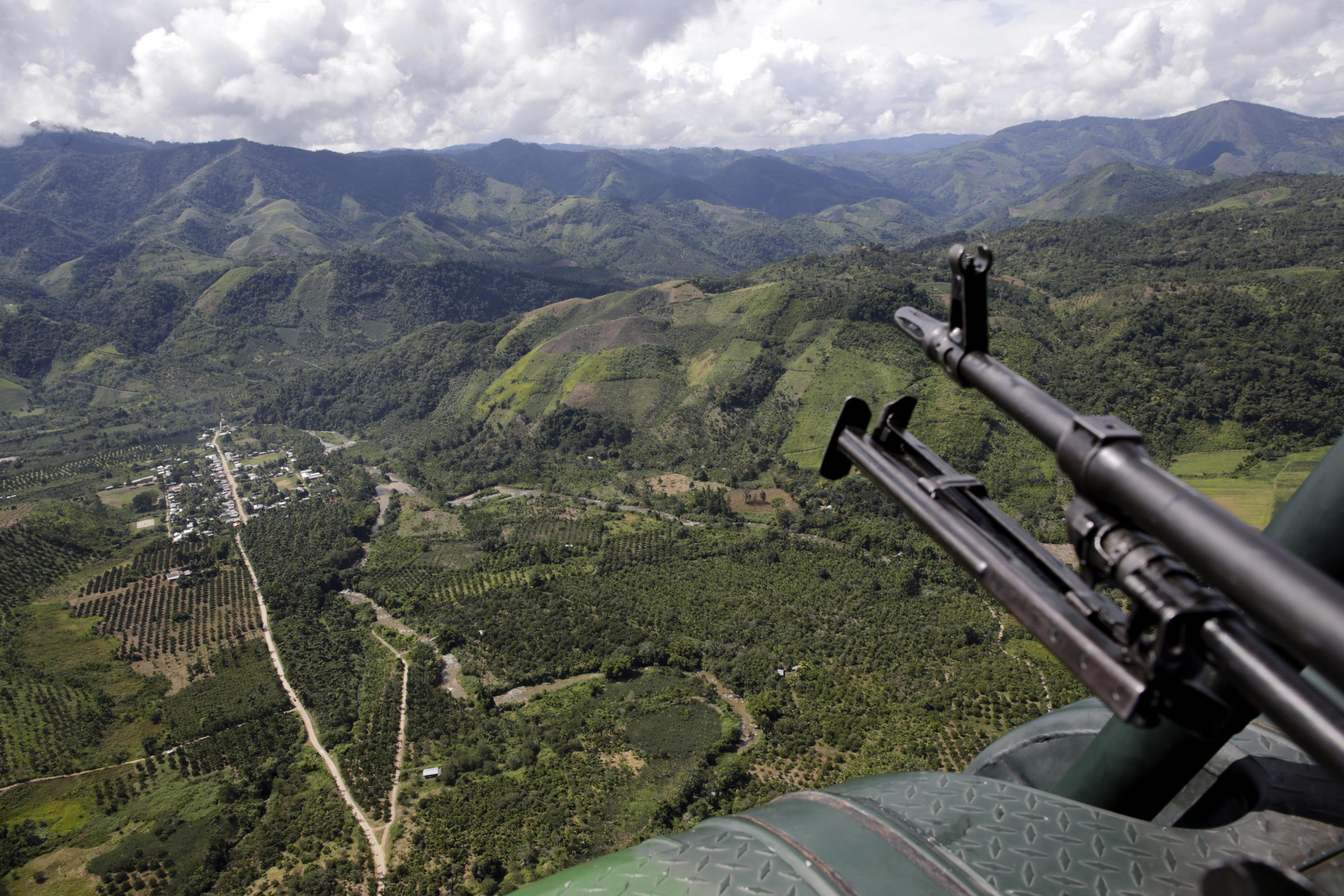
俯瞰阿普里马克、埃纳和曼塔罗河谷

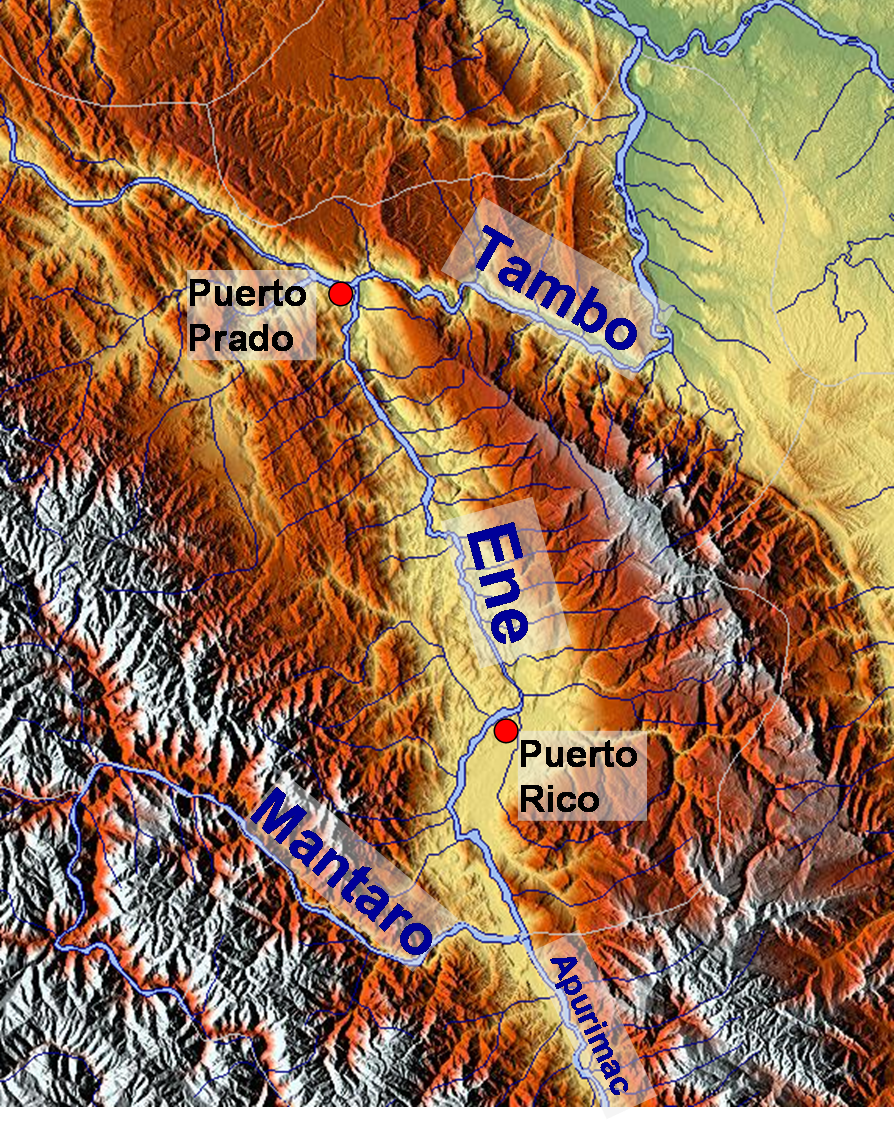
阿普里马克、埃纳和曼塔罗河谷地图

光辉道路游击队的活动范围，目前主要活跃于阿普里马克、埃纳和曼塔罗河谷

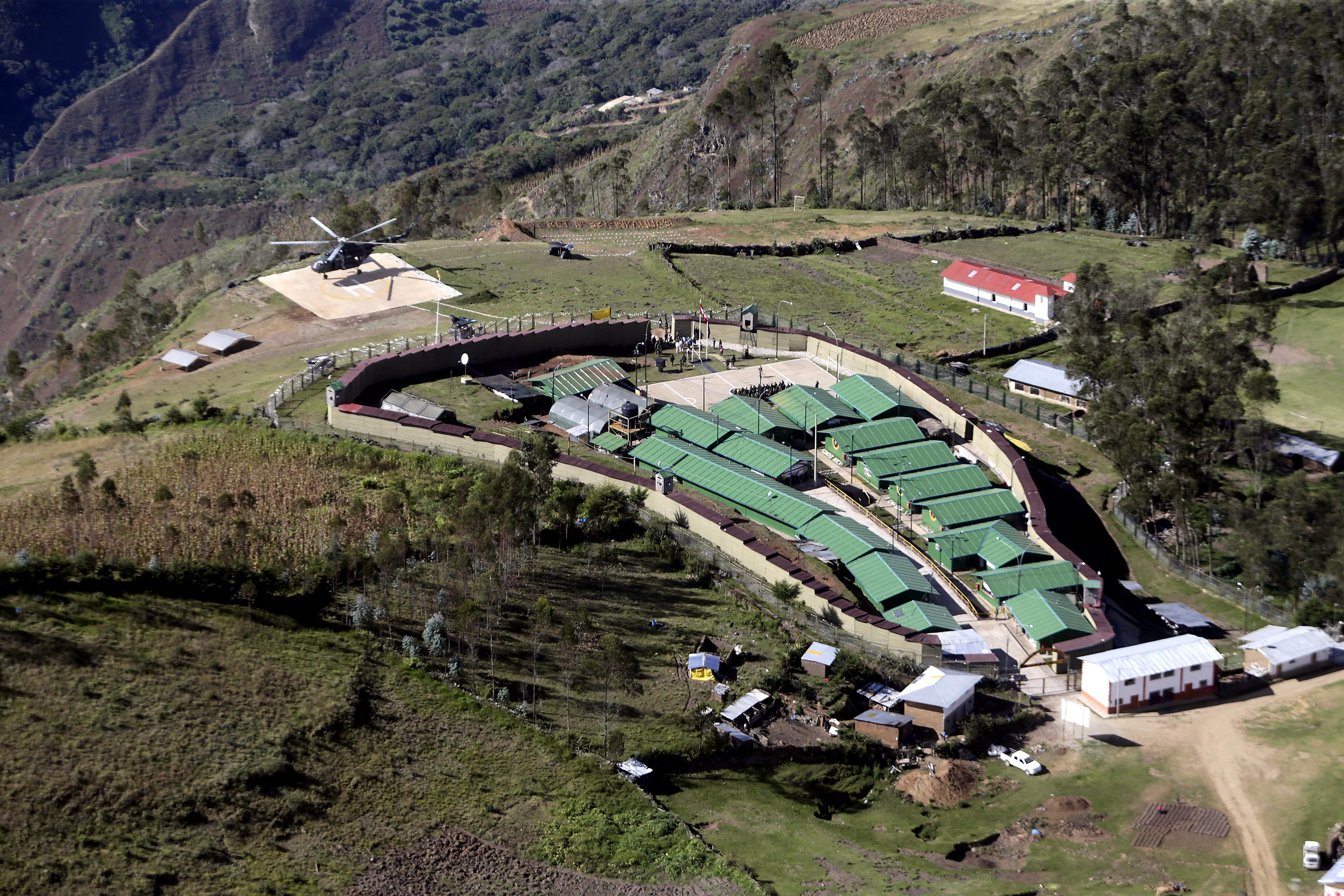
位于阿普里马克、埃纳和曼塔罗河谷的军事基地

阿普里马克、埃纳和曼塔罗河谷（西班牙語：Valle de los Ríos Apurímac, Ene y Mantaro，缩写为VRAEM）是秘鲁的一个地缘政治区域，涵盖阿亚库乔、库斯科、万卡韦利卡和胡宁等大区。该地区是秘鲁主要的古柯生产地之一，也是极左翼反政府武装组织“光辉道路”的活动中心。该地区极度贫困。由于儿童营养不良和贫困问题严重，秘鲁政府于2007年选择该地区作为国家增长战略计划的启动地点。